# Marco Civil da Internet
Le Marco Civil da Internet est une loi brésilienne qui se présente comme une forme de Constitution d'internet. Le texte pose notamment le principe de la neutralité du net, de la protection des données personnelles et de la protection de la vie privée,.
La loi a été initiée après les révélations d'Edward Snowden sur les écoutes de la National Security Agency.
Le texte a été voté à la Chambre des députés le 25 mars 2014, au Sénat le 22 avril 2014 et promulgué par la présidente Dilma Rousseff le 23 avril 2014.
L'adoption de la loi a été saluée par Tim Berners-Lee.
Le texte s'inspire d'une idée du juriste Ronaldo Lemos (pt) exprimée dans un article publié en 2007 intitulée « Artigo: Internet brasileira precisa de marco regulatório civil ».